# شركة ديفجين
ديفجين هي شركة متعددة الجنسيات في مجال التكنولوجيا الحيوية الزراعية مقرها بلجيكا. تستخدم التكنولوجيا الحيوية وتقنيات التربية الجزيئية لتطوير أنواع مختلفة من المحاصيل الغذائية. يتم تسويق تقنيتها عن طريق ترخيص أو بيع البذور في الهند وجنوب شرق آسيا. تطور شركة ديفجين أيضاً مبيد الديدان الأسطوانية nematicides.

## تاريخ

### تدخل الحمض النووي الريبي ينفجر
تم تأسيس ديفجين كفرع لجامعة Ghent و The Flemish Institute for Biotechnology في عام 1997م لتسويق الملكية الفكرية التي رخصت لها باستخدام RNAi في الديدان الخيطية واستخدامها لفحص العلاجات و/أو أهدافها. ركز عملها على الديدان الخيطية C. elegans كنظام نموذجي (تعمل كنموذج للأمراض البشرية) ولكن أيضاً كنموذج لنوع الديدان الخيطية التي تعتبر آفات زراعية.
جمعت الشركة حوالي 37 مليون يورو في أول ثلاث سنوات، أولاً من كل من شركتي الاستثمار GIMV و Abingworth وذلك عند إطلاقها، ثم من IWT, ثم من خلال جولة أخرى من المستثمرين من القطاع الخاص بما في ذلك كل من ING و KBC و Life Science Partners و Sofindex و Rendex و Mercator, ثم من Polytechnos و Capricorn. :36-37و حصلت لاحقاً على العديد من المنح من IWT.
أقامت ديفجين أيضاً تعاون للبحث والتطوير على مدار سنواتها الست الأولى، أولاً مع Janssen Pharmaceutica في عام 1998م في مجال اكتشاف الهدف للأدوية ولاحقاً مع Merck و Genentech في نفس المجال، وفي عام 1998م تعاونت مع شركة FMC Corporation لاكتشاف مبيدات حشرية جديدة، ثم مع شركات ag أخرى مثل Sumitomo و Syngenta وPioneer Hi-Bred. حصلت ديفجين على 23 مليون يورو كتمويل من هذه الشراكات حتى عام 2003م.
في عام 2004م افتتحت مكتباً ثانياً في سنغافورة وانتقلت إلى مبنى أبحاث جديد في حرم Ardoyen Technology.

### شركة البذور
في يونيو 2005م، قامت بتوظيف ما يقرب من 100 شخص، جمعت ديفجين أكثر من 33 مليون يورو في اكتتاب عام ناجح في Euronext Brussels. كما أنشأت في عام 2005م محطات لتربية الأرز في كينيا. أكملت أولى تجاربها الميدانية هناك في عام 2006م. في عام 2005م أطلقت أيضاً تجارب ميدانية على مبيد الديدان الأسطوانية في أوروبا.
في أوائل عام 2007م، أعلنت ديفجين وMonsanto عن تعاون مدته خمس سنوات تتشارك فيه الشركتان التقنيات، حيث تركز ديفجين على التكنولوجيا المشتركة على تطوير الأرز والحبوب الصغيرة الأخرى، وتستخدمها شركة Monsanto لتطوير سمات جديدة للذرة، القطن وفول الصويا. في وقت لاحق من عام 2007م، استحوذت ديفجين على الشركات التابعة لشركة Monsanto في الهند وباكستان والفلبين التي طورت وباعت بذوراً هجينة لأربعة محاصيل: الأرز و عباد الشمس و الذرة الرفيعة و الدخن اللؤلؤي، مقابل 26 مليون دولار تقريباً. بعد ذلك بوقت قصير، أعلنت عزمها فصل قسم الأدوية. في أواخر عام 2008م، فصلت الشركة 19 موظفاً في مجال الأدوية، تاركة حوالي 200 موظفاً في أبحاثها الزراعية. في عام 2010م، انسشأ بعض الموظفين السابقين في شركة ديفجين فارما شركة أدوية، Amakem NV, لتطوير مثبطات الكيناز التي اكتشفوها في ديفجين.
في عام 2009م، وسعت ديفجين و Monsanto تعاونهما، حيث دفعت Monsanto مبلغ 20 مليون يورو لشركة ديفجين للحصول على حقوق أوسع لاستخدام تقنيات ديفجين.
تمت الموافقة على منتج ديفجين المسمى Iprodione في السوق التركية تحت الاسم التجاري Devguard لاستخدامه في الطماطم والخيار في عام 2009م،  تمت الموافقة عليه في أوروبا في عام 2م010, وتمت الموافقة عليه في الولايات المتحدة كإطار للاستخدام في إنتاج الفول السوداني التجاري مايو 2010م. تمتلك ديفجين براءات اختراع لطريقة استخدام iprodine لقتل الديدان الخيطية.

### استحواذ من قبل شركة سينجينتا
في سبتمبر 2012م، قدمت Syngenta عرضاً بقيمة 403 مليون يورو (522 مليون دولار) للاستحواذ على ديفجين كجزء من موجة شراء شركات الزراعة الكبيرة لشركات التكنولوجيا الحيوية. جاء هذا العرض بعد ستة أشهر من توقيع الشركتين على اتفاقية تقوم بموجبها Syngenta بتطوير منتجات حماية المحاصيل القائمة على RNAi القابلة للرش استناداً إلى تقنيات ديفجين. صرحت المتحدثة باسم شركة سينجينتا جينيفر جوف أن السبب المنطقي لاستحواذ سينجينتا على ديفجين على النحو التالي: «إنه توسع مهم للغاية في إستراتيجيتنا للأرز، أحد محاصيلنا الثمانية الرئيسية», على حد قولها. «نحن نشتري أيضاً كفاءاتهم في تقنية RNAi والتي ستكون مناسبة لنا عبر مجموعة واسعة من المحاصيل.»  تم شطب أسهم ديفجين من بورصة نيويورك في فبراير 2013م،  واكتمل الاستحواذ في ديسمبر 2013م.